# Tălăiești, Hîncești
Tălăiești este un sat din cadrul comunei Crasnoarmeiscoe din raionul Hîncești, Republica Moldova.

## Demografie

### Structura etnică
Structura etnică a localității conform recensământului populației din 2004:
| Grup etnic                                               | Populație | % Procentaj  |
| -------------------------------------------------------- | --------- | ------------ |
| Băștinași declarați Moldoveni Băștinași declarați Români | 1126 2    | 51,99% 0,09% |
| Ucraineni                                                | 996       | 45,98%       |
| Ruși                                                     | 31        | 1,43%        |
| Bulgari                                                  | 4         | 0,18%        |
| Găgăuzi                                                  | 3         | 0,14%        |
| Polonezi                                                 | 3         | 0,14%        |
| Alții                                                    | 1         | 0,05%        |
| Total                                                    | 2166      |              |